# Touch Me (пісня The Doors)
«Touch Me» (укр. Доторкнися до мене) — пісня каліфорнійського гурту «The Doors», написана гітаристом Роббі Крігером. Ця пісня стала першим синглом виданим на підтримку їхнього четвертого студійного альбому The Soft Parade, який побачив світ у грудні 1969 року. Композиція очолила чарт-сингл Канади, стала десятою у хіт-параді Австралії та піднялася до третьої сходинки чарту Billboard у США — і це останній сингл колективу який зміг піднятися так високо. Протягом наступних двох років пісні «The Doors» не потраплять навіть до TOP-20.
Разом з такими піснями як «Light My Fire» та «Hello, I Love You», «Touch Me» стала одним з найбільш комерційно успішних пісень «The Doors» — сингл був проданий мільйонним накладом у США.

## Історія
Видання та успіх «Touch Me» стався незадовго до скандального виступу гурту у Маямі першого березня 1969-го року. Великий резонанс у широкій громадськості, який виник після того концерту, спричинив появу тиску на гурт з боку ЗМІ, релігійних організацій, а також відмовою у проведенні концертів, вилученням пісень «The Doors» з радійної ротації, тощо. У Маямі, а також у декількох інших містах Америки почалися створюватися громадські організації «проти аморальності».
Хоча «Доторкнися до мене» була записана до інциденту в Маямі, початок продажу як би зв'язало її поява з цим інцидентом. Останній висвітлювався в новинах, а прохання «Доторкнися до мене» штурмувала хіт-паради — підлітки невинно поглинали її, і фани «Doors» пишалися своєю групою, незважаючи на духові та струнні, які вони вважали бравадою

## Аранжування
Альбом The Soft Parade, з якого була видана «Touch Me» — ознаменував початок експериментів у звучанні гурту. Учасники колективу намагалися шукати нові музичні форми для реалізації своїх ідей. Для запису альбому було запрошено цілий оркестр. (В цілому ж альбом не набув належного визнання ані у критиків, ані у своїх фанів, і продавався він набагато повільніше за попередні. Хоча можливо на це вплинув маямський інцидент). Тож «Доторкнися до мене», як перший сингл з The Soft Parade, після видання вразив фанів та критиків обширним використанням духових та струнних інструментів. Для виконання соло на саксофоні був запрошений Куртіс Емі.
Чи не єдине виконання цієї пісні, наближене до студійного звучання, сталося під час зйомок у гумористичній передачі «The Smothers Brothers». На своїх ж концертах, «The Doors» виконували її вчотирьох.

## Назва
У пісні існувало кілька попередніх назв: спочатку вона називалася «I'm Gonna Love You» («Я буду любити тебе»)- Фраза, взята з приспіву; або «Hit Me» («побий мене»). Спочатку перша строчка пісні звучала як «C'mon, hit me, I'm not afraid» («Давай, побий мене, я не боюся») — фраза належить до гри в блек-джек. Моррісон змінив дану фразу з побоювань, що буйні шанувальники на концертах групи помилково вважатимуть, що слова «побий мене» є закликом до фізичного нападу на нього.

## Трек-лист
Сторона А
1. Touch Me (3:11)

Сторона Б
1. Wild Child (2:49)

## Чарти
| Чарт (1968–1969)               | Найвища позиція |
| ------------------------------ | --------------- |
| Australian (Kent Music Report) | 10              |
| Austria                        | 16              |
| Canadian RPM Top Singles       | 1               |
| Finland (Soumen Virallinen)    | 23              |
| Germany                        | 39              |
| Netherlands                    | 21              |
| New Zealand (Listener)         | 6               |
| South Africa (Springbok)       | 7               |
| Switzerland                    | 10              |
| U.S. Billboard Hot 100         | 3               |
| U.S. Cash Box Top 100          | 1               |

| Чарт (1969)          | ПОзиція |
| -------------------- | ------- |
| Canada               | 23      |
| US Billboard Hot 100 | 49      |
| US Cash Box          | 18      |

## Сертифікації
| Регіон                                             | Сертифікація | Продажі    |
| -------------------------------------------------- | ------------ | ---------- |
| США (RIAA)                                         | Золотий      | 1 000 000^ |
| ^відвантаження, що базуються лише на сертифікаціях |              |            |